# Billy Fairhurst
William Shaw Fairhurst (1 tháng 10 năm 1902 – 27 tháng 2 năm 1979) là một cầu thủ bóng đá người Anh thi đấu ở vị trí hậu vệ trái. Ông thi đấu hơn 150 trận ở Football League. Anh trai của ông, David, thi đấu cho đội tuyển quốc gia Anh và Newcastle United.